# 南山遗址
南山遗址位于中国福建省三明市明溪县雪峰镇上坊村，是一个国家级文物保护单位。2001年1月20日，公布为第五批福建省文物保护单位。2013年，南山遗址列入第七批全国重点文物保护单位，类型为古遗址。
南山遗址的历史年代为新石器时代至商周。